# Coleophora linosyris
Coleophora linosyris é uma espécie de mariposa do gênero Coleophora pertencente à família Coleophoridae.